# The People vs. John Doe
The People vs. John Doe er en amerikansk stumfilm fra 1916 af Lois Weber.

## Medvirkende
- Harry De More som John Doe.
- Evelyn Selbie som Mrs. Doe.
- Willis Marks.
- Leah Baird.
- George Berrell.